# Вольное (Астраханская область)
Вольное — село в Харабалинском районе Астраханской области, административный центр Воленского сельсовета. Основано в 1849 году. Население — 2035 (2010)

## История
Село основано в 1849 году на земле калмыцкого князя Тюменя. Первоначально называлось Княжево, второе название — Котел (Котельниково). Первыми поселенцами были выходцы из Воронежской губернии украинцы и русские. Население занималось хлебопашеством, скотоводством, рыболовством и отхожим промыслом.
В 1859 году в селе Княжеском проживало 315 душ мужского и 320 женского пола. В 1880 году построена деревянная церковь в честь Казанской Божьей Матери. По состоянию на 1904 год село Княжевское относилось к Княжеской волости Енотаевского уезда Астраханской губернии, за селом было закреплено 8673 десятины удобной и 11097 неудобной земли, имелось 269 дворов, проживало 1446 человек.
К 1918 году переименовано в село Вольное. В 1918 году образован Воленский сельский совет. В 1930 году образован колхоз «Красный Партизан»

## Общая физико-географическая характеристика
Село расположено на юге Харабалинского района, в пределах Прикаспийской низменности, у восточной границы Волго-Ахтубинской поймы, на левом берегу реки Ашулук в месте её разделения на Малый и Большой Ашулук, на высоте 22 метра ниже уровнем моря. Рельеф равнинный. Особенностью рельефа является распространение так называемых бэровских бугров высотой до 15-20 метров. Почвы бурые, в Волго-Ахтубинской пойме — пойменные луговые. Почвообразующие породы — пески.
По автомобильной дороге расстояние до областного центра города Астрахани составляет 91 км, до районного центра города Харабали — 71 км.
Климат
Климат резко-континентальный, крайне засушливый (согласно классификации климатов Кёппена-Гейгера — Bsk). Среднегодовая температура воздуха положительная и составляет + 9,4 °C, средняя температура самого холодного месяца января — 6,7 °C, самого жаркого месяца июля + 25,1 °C. Расчётная многолетняя норма осадков — 228 мм. Наименьшее количество осадков выпадает в феврале (12 мм), наибольшее в июне (25 мм)
Часовой пояс
Вольное, как и вся Астраханская область, находится в часовой зоне МСК+1. Смещение применяемого времени относительно UTC составляет +4:00.

## Население
Динамика численности населения
| 1859 | 1897 | 1904 | 1914 |
| ---- | ---- | ---- | ---- |
| 635  | 1241 | 1449 | 2030 |

| 2002 | 2010  |
| ---- | ----- |
| 2051 | ↘2035 |

Этнический состав
| Национальность | Численность (2010) | Процент |
| -------------- | ------------------ | ------- |
| Русские        | 1125               | 55,1%   |
| Казахи         | 817                | 40%     |
| Чеченцы        | 24                 | 1,2%    |
| Аварцы         | 13                 | 0,6%    |
| Украинцы       | 10                 | 0,5%    |
| Армяне         | 9                  | 0,4%    |
| Корейцы        | 8                  | 0,4%    |
| Немцы          | 6                  | 0,3%    |
| Татары         | 5                  | 0,2%    |
| Турки          | 5                  | 0,2%    |
| Даргинцы       | 4                  | 0,2%    |
| Калмыки        | 4                  | 0,2%    |
| Ногайцы        | 4                  | 0,2%    |
| Марийцы        | 3                  | 0,1%    |
| Не указана     | 5                  | 0,2%    |
| Всего          | 2042               | 100%    |

## Учреждения села
- Школа
- Сбербанк